# پتاش‌کورپ
پتاش‌کورپ (به انگلیسی: PotashCorp) شرکت صنایع شیمیایی و معدنی کانادایی است، که در زمینه تولید و عرضه کود، فسفات، نیتروژن، پتاسیم کلرید و پتاسیم کربنات فعالیت می‌کند.
شرکت پتاش‌کورپ در سال ۱۹۷۵ توسط فرمانداری ساسکاچوان تأسیس شد و در حال حاضر با در اختیار داشتن ۲۰ درصد از سهم بازار فروش پتاس، به‌عنوان بزرگترین تولیدکننده پتاس در جهان شناخته می‌شود. این شرکت بزرگترین تولیدکننده کود جهان نیز می‌باشد، همچنین در رتبه سوم از بزرگترین تولیدکنندگان فسفات و نیتروژن جهان قرار دارد.
دفتر مرکزی شرکت پتاش‌کورپ در شهر ساسکاتون، ایالت ساسکاچوان قرار دارد و بخشی از سهام آن در بازارهای بورس نیویورک و بورس تورنتو معامله می‌شود.